# Орджоникидзе, Гиви Шиоевич
Гиви Орджоникидзе (9 июня 1929, Тбилиси — 17 мая 1984, Москва) — музыковед, ученый, критик, публицист, литератор, общественный деятель. Заслуженный деятель искусств Грузинской ССР (1967).
Памяти Гиви Орджоникидзе посвящена Литургия «Оплаканный ветром» Гии Канчели.

## Биография
Родился 9 июня 1929 года в Тбилиси. Отец — Шио Орджоникидзе, крупный партийный работник. Расстрелян в 1937 г. Мать — Нина Лаперашвили, пианистка. В качестве ЧСИР (член семьи изменника Родины) была сослана в А. Л. Ж. И. Р. (Акмолинский лагерь жен изменников Родины, Казахстан), откуда вернулась через 8 лет. Гиви вырастила бабушка — Вера Амбриашвили-Лаперашвили. В 1947 г. он окончил с золотой медалью среднюю школу.
В 1952 г. с отличием окончил исторический факультет Тбилисского государственного университета (руководитель дипломной работы — академик Н. Бердзенишвили), спустя год — факультет музыковедения, а в 1956 г. — аспирантуру Тбилисской государственной консерватории им. В. Сараджишвили по специальности «история музыки» (научный руководитель — профессор В. Донадзе).
Совершенствовал профессиональные навыки в Московской государственной консерватории у признанных ученых, профессоров В. Цуккермана и Л. Мазеля. В 1956-68 гг. читал курс истории западно-европейской и советской музыки в Тбилисской консерватории. В 1959 г. защитил кандидатскую диссертацию по теме «Андрей Баланчивадзе». В 1963 г. становится доцентом консерватории. В 1968-84 гг. работал в Институте философии АН Грузии в качестве старшего научного сотрудника.
В 1974-84 гг. — председатель Союза композиторов Грузии. Был членом правления Союза композиторов СССР, депутатом Верховного Совета Грузии 9-10-го созывов, членом юридической комиссии Международного музыкального совета ЮНЕСКО.
В течение последних двух десятков лет жизни участвовал во многих международных конференциях и симпозиумах как в крупнейших музыкальных центрах Советского Союза, так и за рубежом (в Германии, а также в разных европейских странах, Канаде, Японии и Австралии). В мае 1984 г. во время одного из таких мероприятий, в ФРГ, дала о себе знать тяжелая болезнь. По возвращении в Москву Гиви Орджоникидзе скончался. В том же году за цикл статей, опубликованных в журнале «Советская музыка» в 1982-83 гг., ему была присуждена премия им. Б. Асафьева (посмертно), а в 1988 г. — премия им. З. Палиашвили за книги «Проблемы восходящего пути» и «Современная грузинская музыка в свете эстетики и социологии».
Похоронен в Тбилиси, в Дидубийском Пантеоне писателей и общественных деятелей.

## Наследие
Гиви Орджоникидзе — автор более 250-ти трудов, написанных на грузинском, русском и немецком языках. Его творческое наследие разнообразно — монографии, труды, опубликованные в научных сборниках, журнальные и газетные публикации (как научные, так и музыкально-критические), публицистика, вступительные статьи и аннотации к партитурам и аудиозаписям, сценарии документальных фильмов, а также автобиографические рассказы (см. раздел Библиография). Он был создателем многочисленных радио- и телепередач (в том числе, о грузинской народной и профессиональной музыке на радио Кельна, ФРГ). В круг его интересов входили почти все сферы музыкальной культуры — фольклор, профессиональная музыка, т. н. эстрада, музыкальное исполнительство, эстетика, философия, социология и психология музыки. Г. Орджоникидзе писал о музыкальном театре, драматическом театре, кино. Работая в Институте философии, публиковал научные статьи, в которых рассматриваются философско-эстетические концепции Вагнера, Ганслика, Лангера, Адорно, Дальхауса и др., различные категории прекрасного и трагического, понятие времени в музыке… Объектом его особо тщательного изучения стало творчество грузинских композиторов А. Баланчивадзе и, позднее, Г. Канчели, а также — Д. Шостаковича, С. Прокофьева, Бетховена, Верди, Вагнера. Признанный великим интернационалистом, Гиви Орджоникидзе всю свою жизнь изучал проблемы национальной музыкальной культуры. Этой теме он уделил особое внимание в двух своих книгах — «Проблемы восходящего пути» (1977) и «Современная грузинская музыка в свете эстетики и социологии» (1984). В противовес концепции «единой советской культуры» Орджоникидзе создает концепцию «национальной музыкальной культуры», полагая, что национальный элемент, как важное художественное составляющее, лежит в основе культурного мировоззрения. Гиви Орджоникидзе пользовался большим авторитетом не только в Советском Союзе, но и за рубежом, особенно в Германии, как исследователь Рихарда Штрауса — единственный в СССР и один из немногочисленных на Западе. «Штраусиана» Орджоникидзе — это лучшие страницы наследия ученого. По его личной инициативе Тбилисским оперным театром была осуществлена постановка оперы Р. Штрауса «Саломея». Своими инновационными научными идеями Г. Орджоникидзе обогатил грузинское и советское музыковедение, вывел эту науку на новый этап развития, который теперь уже навсегда связан с его именем.

## Общественная деятельность
Гиви Орджоникидзе ступил на жизненное и научное поприще в сложный, но исключительно интересный период — это был расцвет грузинской музыки и культуры в целом, когда появились Бидзина Квернадзе, Сулхан Насидзе, Нодар Габуния, Гия Канчели, Джансуг Кахидзе, позже — И. Барданашвили, И. Кечакмадзе, Т.Бакурадзе. В то же время творили и представители старшего поколения — А. Мачавариани, А. Баланчивадзе, Р. Лагидзе, С. Цинцадзе и др. Это была «битва поколений», противостояние разных художественных тенденций и эстетических позиций. Новое поколение избрало Гиви Орджоникидзе своим главным идеологом, так как он своими публикациями и выступлениями активно поддерживал идею обновления грузинской музыки. Общественная и пропагандистская деятельность Гиви Орджоникидзе обрела особый масштаб в тот период, когда он возглавил Союз композиторов Грузии. Все его усилия были направлены на защиту, пропаганду национальной культуры и её выход на международную арену. Это стало возможным благодаря его участию в многочисленных зарубежных фестивалях, конференциях, симпозиумах. Примером может послужить выступление Г. Орджоникидзе, посвященное грузинской народной и профессиональной музыке, на Кельнском радио (ФРГ), его сотрудничество с библиотекой Колумбийского университета (США), куда он посылал грузинские грампластинки и ноты. Особо надо отметить организованные им форумы всесоюзного и международного значения — «Закавказская музыкальная весна» (1975), Всесоюзный фестиваль советской музыки (1981), Фестиваль республик Закавказья и Прибалтики, Фестиваль камерной музыки молодых композиторов Москвы и Ленинграда (1982), приглашение зарубежных музыкальных издателей и представителей ведущих звукозаписывающих фирм, которые впоследствии взяли на себя роль импресарио отдельных исполнителей и композиторов с тем, чтобы вывести их на международную арену. Г. Орджоникидзе был инициатором и организатором детских интернациональных хоров в Ахалцихе, Цхинвали, Сухуми. Последним проектом Гиви Орджоникидзе стало приглашение в Тбилиси генерального директора всемирно известного Западно-берлинского фестиваля У. Экхарда, который, ознакомившись с историей, культурой, музыкальным, художественным, кино- и театральным искусством Грузии, осенью 1988 г. организовал у себя на родине Выставку грузинского искусства.

## Память
Памяти Гиви Орджоникидзе посвящены музыкальные и литературные произведения:
- Гия Канчели.  -Литургия для большого симфонического оркестра и солирующего альта «Оплаканный ветром» (первые исполнители-Юрий Башмет и Тбилисский симфонический оркестр под управлением Джансуга Кахидзе, 1988).
- Сулхан Насидзе.. Струнный квартет N.4 (первые исполнители-Государственный заслуженный струнный квартет Грузии,1989, Тбилиси).
- Иосиф Барданашвили. Кантата «Вечерние молитвы» для смешанного хора и симфонического оркестра (текстовая основа- Еиангелия, Гебироли, Дао дэ Цзын, 1989).
- Зинаида Хабалова. Симфония N.3 для камерного оркестра и группы ударных. (Первый исполнитель- камерный оркестр Москонцерта, худ. Рук. И.Жуков).
- Наталья Зейфас «Песнопения. О музыке Гии Канчели» (изд-во «Советский композитор», 1991, Москва).
- Всеволод Задерацкий. «Культура и цивилизация, искусство и тоталитаризм» (журнал «Советская музыка», 1990, N.9).
- Галина Друбачевская. Поэтические строки (In memoriam).

## Семья
- Супруга: Натела Яшвили
- Дочь: Элисо Орджоникидзе
- Зять: Автандил Варсимашвили
- Внуки: Георгий Варсимашвили, Мариам Варсимашвили